# Panpenalismo
Il panpenalismo (originato dal confisso pan- aggiunto a penalismo), o a volte pan-penalismo, è una ideologia derivante dal penalismo, secondo cui qualsiasi tipologia di reato e/o illecito assume sempre importanza e risalto dal punto vista penale.
Questa concezione si manifesta soprattutto con la prorompente propagazione e aumento di nuovi articoli o normative penali, che hanno lo scopo finale di rispondere a problemi o questioni sensibili all'opinione pubblica, nonché ad usare le prerogative del diritto penale per ogni qualsivoglia criticità di carattere sociale, morale e/o etico.
Questo lemma, già adoperato e impiegato in ambito giuridico dal 1985, è stato attestato a livello giornalistico per la prima nell'edizione del 21 aprile 1997 di la Repubblica.
Il panpenalismo viene generalmente impiegato come soluzione demagogicamente semplicistica e superficiale ad un ampio spettro di problematiche, utilizzando a tal fine l'emanazione di nuove sanzioni o potenziando e inasprendo quelle già esistenti, con il fine di ottenere una sorta di deterrenza psicologica nei confronti dei cittadini.
A tal proposito sono stati espressi dubbi sull'efficacia dell'utilizzo del panpenalismo per combattere o ridurre un fenomeno o un problema; in quanto esso, manifestandosi con un accrescimento di inedite fattispecie penali, viene adoperato soprattutto come strumento politico in risposta a fatti di cronaca recente o ad avvenimenti socialmente non accettati, venendo usato più come un atto simbolico che avente finalità risolutive.
In antitesi a questa visione dell'ambito giuridico-penale, si è contrapposta nel mondo occidentale un'azione e visione da parte del legislatore di depenalizzazione.